# عريس لأختي (فلم)
عريس لأختي هو فيلم سينمائي درامي مصري من إنتاج 1963 إخراج: أحمد ضياء الدين وتأليف: إحسان عبد القدوس، عبد الحميد جودة السحار وبطولة: مريم فخر الدين، كمال الشناوي، زيزي البدراوي، عمر الحريري، عبد المنعم إبراهيم، إحسان شريف.

## قصة الفيلم
محمد فنان تشكيلى وصديق لفهمى (كمال الشناوي)، وفي المعرض الذي يقيمه يلاحظ فهمى أن أغلب اللوحات بها شبه من آمال (مريم فخر الدين) ابنة المدير، لفهمى صديق آخر يود أن يتزوج، ويسعى فهمى أن يلحق به. يحب محمد آمال لكن أباها يرفض تزويجها له لأنه موظف بسيط، تقف أم محمد ضد زواجه حتى يزوج أخته زينب أولاً، لكنها ليست جميلة وخجولة. يحاول محمد إقناع صلاح أن يتزوجها، لكن صلاح هرب من الوهلة الأولى، يحجم محمد أن يطلب من صلاح الزواج باخته، فهو زير نساء، ومنهن ليلى التي يبتز نقودها. تزداد يومًا ديون فهمى، يوقع على شيك بدون رصيد، ولا يعرف كيف يتصرف، تعطيه آمال نقودًا شرط أن يتزوج زينب، ويوافق أن يطلقها بعد الزواج، يطلب من زينب أن تغير ملابسها، تتغير، فيبدأ في طلبها، بينما يبدو صلاح مشدوها من التغيرات التي طرأت عليها فيطلب يدها، يوافق محمد، وعندما يتقدم فهمى إليها يرفضه لأنه أعطى الكلمة إلى صلاح، ثم يعرف الحقيقة من خطيبته، وتتزوج زينب من فهمى ويتزوج محمد من آمال.

## القصة الكاملة
محمود سامى (عمر الحريرى) موظف بشركة تأمين مديرها (عبد الخالق صالح) على علاقة طيبة بموظفيه وابنته آمال (مريم فخر الدين) تلتقى بهم في النادى وهي تشعر بعاطفة نحو محمود، الذي يهوى الرسم، وفي المعرض الاخير لاحظ الجميع ان روح آمال في كل رسوماته، واكثرالملاحظين لذلك كان زميله وصديقه فهمى (كمال الشناوي) الذي تدخل بين الطرفين محمود وآمال وجمع بينهما وسهل لهما المهمة بطلب يد آمال من والدها لصديقه محمود ليصبح الامر واقعا. كان محمود يعيش مع امه (إحسان شريف) واخته زينب(زيزي البدراوي)الخجولة والتي لاتهتم بإظهار انوثتها، كما انها غير اجتماعية مما أعاق زواجها، ولجأت امها إلى الخاطبه ام على (فتحيه علي) ولكن ارتباك زينب امام الخطاب كان يفشل زواجها مما زاد في عقدتها، ورفضت الام زواج ابنها محمود قبل زواج ابنتها زينب، مما جعل محمود يحاول الرجوع عن خطبة آمال التي لاحظت فتور العلاقة، ثم فوجئت بوجود زينب مع محمود بالنادى، فظنتها غريمتها التي خطفت خطيبها محمود، فأسمعتها كلمات قاسية، ولكن فهمى أفهمها انها شقيقة محمود، مما أوقع آمال في حرج بالغ، وحاولت ان تصلح خطئها بإيجاد عريس لزينب. كان فهمى شابا طائشا لاهيا وزير نساء، اقترض من احدهم (زكي محمد حسن)مبلغ 250 جنيه وكتب شيك بدون رصيد، تم تسليمه للنيابه واصبح فهمى معرضا للحبس، كما قام بتحصيل أقساط التأمين ولم يورد قيمتها للخزينة حتى أصبح مدينا بمبلغ 136 جنيه وهدده المدير بإبلاغ النيابة فعرضت عليه آمال مبلغ 400 جنيه تحل أزمته مقابل ان يتزوج من زينب، فوافق على الفور، وحاول ان يغير من سلوك ومظهر زينب، وأصطحبها وأخيها محمود للسينما، وللنادى ولبعض الحفلات ومعهم آمال، ثم قابلها وحدها خارج المنزل، وبثها حبه واستدرجها لمنزله، وحاول ممارسة الحب معها، ولكنها قاومته وشعر فهمى انه يحبها بالفعل، فصارحها بالاتفاق الذي ابرمه مع آمال وانه كان ينوى طلاقها بعد شهور من الزواج، ولكن الوضع قد تغير الآن، لأنه قد شعر بالحب نحوها. لم توافق زينب على هذه الطريقة، رغم حبها لفهمى، وقد واجهت أخيها محمود وهي تظن انه يعلم بهذا الاتفاق، مما دعا محمود لطرد فهمى وفسخ خطبته بآمال. تقدم صلاح (عبد المنعم إبراهيم) الموظف بالشركة للزواج من زينب بعد ان تغيرت وظهر جمالها، ووافق محمود على صلاح زوجا لزينب، ولكن فهمى لم يستطع الابتعاد عن زينب، وحاول تهديد محمود بمسدس ان لم يزوجه من زينب، معلنا انه قد تغير، وودع اللهو مع النساء، ولكن محمود خاف من سلوك فهمى المشين، فتدخلت آمال ودعمت رغبة فهمى، حتى استجاب محمود لزواج فهمى من شقيقته زينب، وتزوج هو من آمال.

## طاقم العمل
- مريم فخر الدين... أمال
- كمال الشناوي... فهمي
- زيزي البدراوي... زينب
- عمر الحريري... محمود
- عبد المنعم إبراهيم... صلاح
- إحسان شريف... أم محمود
- عبدالخالق صالح... أبو أمال
- نوال أبو الفتوح... '
- جلال عزت... الوجه الجديد
- بوبي... الوجه الجديد
- أنور مدكور... '
- سميرة خميس... '
- محمد شوقي... '
- زكي محمد حسن... زكي الحرامي
- ليندا بدوي... '
- فتحية علي... '
- عبد العزيز حمدي... '
- فيكتوريا كوهين... '

## روابط خارجية
- مقالات تستعمل روابط فنية بلا صلة مع ويكي بيانات